# Glommersträsk
 (novembre 2020).
Si vous disposez d'ouvrages ou d'articles de référence ou si vous connaissez des sites web de qualité traitant du thème abordé ici, merci de compléter l'article en donnant les références utiles à sa vérifiabilité et en les liant à la section « Notes et références ».
Glommersträsk est une localité suédoise située dans la commune d'Arvidsjaur dans le comté de Norrbotten.
Sa population était de 204 habitants en 2019. 